# Řád umění a literatury
Řád umění a literatury (Ordre des Arts et des Lettres) je francouzský řád, udělovaný francouzským ministrem kultury. Byl navržen 2. května 1957, prezident Charles de Gaulle jej schválil při restrukturalizaci francouzských řádů v roce 1963. Je udělován za významné zásluhy na poli literatury a umění. Držitel nemusí být francouzský občan.
Řád je udělován ve třech stupních:
- Commandeur (komandér) – osoby, které jsou alespoň 5 let důstojníky tohoto řádu, do 20 oceněných ročně
- Officier (důstojník) – osoby, které jsou alespoň 5 let rytíři tohoto řádu, do 140 oceněných ročně
- Chevalier (rytíř) – osoby nad 30 let, do 450 oceněných ročně

| Stužky - Řád umění a literatury | Stužky - Řád umění a literatury | Stužky - Řád umění a literatury |
| ------------------------------- | ------------------------------- | ------------------------------- |
| Commandeur (komandér)           | Officier (důstojník)            | Chevalier (rytíř)               |